# Успение Богородично (Враня)
„Успение Богородично“ (на сръбски: Храм Успенија Пресвете Богородице – Собина) е възрожденска православна църква в град Враня, югоизточната част на Сърбия. Катедрален храм е на Вранската епархия на Сръбската православна църква.

## История
Според преданията гробищната църква във вранската махала Собина е изградена в XVI век върху църквище от XIV век. В 1925 година църквата е обновена. В 2003 година започва цялостен ремонт – нова покривна конструкция, подмяна на електрическата инсталация, подово отопление и гранитен под. Реставриран е иконостасът, архиерейските тронове, обновен е енорийският дом и трапезарията, изградена е ограда.

## Живопис
В 1821 година в църквата работи Антоний Йоанович от Кичевско. Антоний е автор на серия икони в тази църква, но най-впечатяваща е тази на свети Илия (70 x 170). Иконата е сложно композирана, а сцените са рисувани в разнообразни по вид полета, обградени с барокови волути отстрани. На иконата Антоний се е подписал: „Антон мѿнах ѿ Кичевски манастир“.
В 1868 година дебърският зограф Зафир Василков изписва частично храма – 10 единични сцени в рамка на северната стена и 12 на южната. Долу при изображението на пророк Даниил има надпис „Из руки Зафир Зограф Дебърлия на 1869 лето мая 26 ден“. Около южния вход има още 8 сцени. Иконостасът има 60 икони.